# Gà Linh Phượng
Gà Linh Phượng hay còn gọi là gà Ross hay gà Ross 208 là một giống gà công nghiệp chuyên thịt cao sản có nguồn gốc từ vùng Aisơlen thuộc Anh và được phát triển bởi tập đoàn Aviagen. Đây là giống gà có năng suất cao trên thế giới, thời gian nuôi ngắn, tăng trọng nhanh, tiêu tốn thức ăn trên đơn vị sản phẩm thấp. Gà trống Ross truyền giống thông qua những con gà con của nó, chiếm tới 25% trong tổng số gà của nước Mỹ được nuôi để làm thịt. Ở Việt Nam đây là giống gà nhập từ nước ngoài (từ Hunggari và Anh), chúng dễ nuôi và mau cho thu hoạch trong vòng 45 ngày sẽ đạt từ 2,2-2,3 kg/con, có con chỉ cần nuôi trong vòng 37 ngày là đã đủ ký đem đi bán. Gà được Nhà nước Việt Nam công nhận là một giống vật nuôi được phép sản xuất, kinh doanh tại Việt Nam.

## Đặc điểm

### Ngoại hình
Gà Ross 308 có ngoại hình của giống gà chuyên thịt, thân hình cân đối, ngực sâu rộng, chân chắc, ức phát triển, có thiết diện vuông, gà có màu lông trắng, mỏ vàng, chân vàng, da vàng, mào đỏ. Gà con lông màu vàng nhạt, lớn lên màu trắng, mào đơn, mào dưới dài. Gà từ giai đoạn gà 1 ngày tuổi thấy gà Ross 308 mới nở có màu lông trắng, chân và mỏ có màu vàng nhạt, trong quá trình nuôi có thể phân biệt con trống, mái bằng tốc độ mọc lông. Gà trưởng thành có màu lông trắng tuyền, mào cờ, tích tai phát triển có màu đỏ tươi, da và chân màu vàng nhạt.

### Khối lượng
Vào mùa hè đạt trọng lượng bình quân 2,6 đến 3 kg/con (với hệ tiêu tốn thức ăn 1,9 kg/kg trọng lượng cơ thể), tăng trọng nhanh đạt tù 2 đến 2,5 kg/45 ngày, lúc 49 - 50 ngày tuổi, gà đạt trọng lượng 2,2 - 2,3 kg. Khối lượng của đàn gà tăng dần qua các tuần tuổi Một đặc điểm chung là khi đàn giống vào thời kỳ nắng nóng thì gặp khó khăn hơn, tỉ lệ đẻ giảm, số gà mái đẻ chết vào thời kỳ này cũng cao ở cả dòng trống. Gà thịt thương phẩm nuôi vào mùa nóng chậm lớn hơn gà nuôi vào mùa mát và có khối lượng cơ thể ở 56 ngày thấp hơn 8 – 10%.
Gà thịt thương phẩm lúc 7 tuần tuổi đạt 2,29 kg. Mỗi kg thể trọng tiêu tốn khoảng 2 kg thức ăn (1,97 kg). Tỷ lệ tiêu tốn thức ăn của chúng khoảng 1,8 kg/1 kg tăng trọng. Tiêu tốn 2,0-2,l kg cho l kg tăng trọng. Khối lượng cơ thể lúc tám tuần thì con trống 2,7 kg, con mái 2,2 kg, tỷ lệ thịt lườn là 16- 17%, thịt đùi là 15 – 16%. Tỷ lệ thân thịt, thịt đùi thịt lườn rất cao. Tỷ lệ thân thịt đạt 74-75%, thịt đùi chiếm 15-16%, thịt lườnchiếm 16- 17% Tuy vậy, loại gà Ross này tuy lớn nhanh, nhiều thịt nhưng lại không ngon, thịt không chắc, bở. So với các loại gà khác, gà Ross ăn không ngon, thịt mềm xèo, ăn giống như ăn cục bột nên người ta chán ăn loại gà này. 

### Cấu trúc
Gà Linh Phượng có một đặc điểm khác biệt đó là tốc độ tiêu hóa thức ăn phi thường của chúng. Với tốc độ tiêu hóa thức ăn một cách phi thường, chúng tiêu hóa thức ăn rất nhanh do giống gà này có một cái mề gà tuyệt vời. Đó là một dạ dày cơ rất khỏe. Mề gà bóp nát mọi thức ăn mà gà đưa vào. Nếu ta cho con gà 1 nắm thóc thì chỉ 2 giờ sau ta mổ nó ra sẽ không thấy còn một hạt thóc nào vì dạ dày của gà đã bóp nát và tiêu hóa tất cả những hạt thóc đó vì vậy, gà ăn rất khỏe. Lượng thức ăn của gà tiêu thụ tăng dần qua các tuần tuổi, Gà mái ở tuần tuổi đầu tiên tiêu thụ bình quân 26,80 g/con/ngày, đến tuần tuổi thứ 6 tiêu thụ 50 g/con/ngày. Gà trống tuần tuổi đầu tiên tiêu thụ 37,50 g/con/năm, tuần tuổi thứ 6 tiêu thụ 70 g/con/ngày. Đối với gà trống tiêu tốn 13.969,9 g/con, con mái 11.186,98 g/con.
Gà Linh Phượng có một cường độ ăn rất khỏe. Nó ăn cả ngày, cả đêm, vì cường độ ăn rất khỏe của gà nên người ta mới gọi là "gà công nghiệp". Nó giống như một cái máy đầu này cho thức ăn vào, đầu kia sẽ cho ra thịt, ra trứng. Do đó đòi hỏi thức ăn liên tục Giống gà trống Ross tiêu chuẩn của Aviagen Group của gà trống đã có một vấn đề trục trặc trong sự di truyền, vấn đề này làm giảm khả năng sinh sản của gà, người ta đã loại trừ một cách có hệ thống những nguyên nhân khác có thể làm suy giảm khả năng sinh sản của gà, trước khi họ xác định rằng một vấn đề di truyền của gà trống là cội rễ của vấn đề.

## Chăn nuôi
Đây là giống gà lớn rất nhanh. Bình thường, chỉ cần nuôi chúng từ 42-45 ngày là nó đã đạt được từ 2,2-2,3 kg/con, thậm chí, có con chỉ cần nuôi 37 ngày là đã đạt được trọng lượng đó. Khó có con gà nào mà chỉ cần nuôi hơn 1 tháng là đã được bán thịt. Tỷ lệ gà sống đạt trên 97%; Tỷ lệ nuôi sống từ 1-49 ngày tuổi đạt 96-98%. Gà cho năng suất và chất lượng thịt, trứng cao, thời gian nuôi ngắn từ 40 đến 45 ngày, tỷ lệ gà sống đạt trên 98% tiêu tốn thức ăn trên đơn vị sản phẩm thấp 1,85 kg thức ăn/kg thể trọng; kháng bệnh tốt, có khả năng thích nghi cao với điều kiện môi trường, năng suất trứng thấp, mỗi năm chỉ cho 100 - 107 trứng..
Công đoạn nuôi loại gà này khá phức tạp, và đòi hỏi phải được chăm sóc khá kỹ lưỡng. Khi nuôi loại gà bắt buộc phải thực hành đúng kỹ thuật vì đây là một bí kíp để có thể xuất gà trong 45 ngày. Công đoạn nuôi gà 45 ngày đem bán này phải có một lịch trình cụ thể thì mới đem lại kết quả. Ban đầu, phải tiến hành nhỏ thuốc mũi Gumbôrô và Niucatxơn 3 lần vào 7 ngày, 10 ngày và 21 ngày. Luôn giữ không khí, nguồn thức ăn và nguồn nước luôn luôn sạch. Khi ấy tỷ lệ sống của gà đạt từ 95 - 96%, phải phun thuốc cho gà đừng bị ướt lông để phòng bệnh, rồi cho uống thuốc kích thích cho gà khỏe.

### Chiếusáng
Một kỹ thuật rất quan trọng cho sự tăng trọng của giống gà này là khi chăn nuôi cần thắp đèn suốt đêm cho gà ăn. Nhiệt độ trong chuồng luôn giữ từ 22-32 độ C, chiếu sáng suốt 24 giờ. Gà đòi hỏi độ chiếu sáng 24/24, phải nhiều đèn để thắp 24/24 tiếng trong chuồng gà. Với cách chăm sóc đặc biệt, theo kiểu thắp đèn cho ăn cả ngày lẫn đêm như vậy gà sẽ mau cho thịt một cách nhanh chóng vì để gà không phải tiêu hao năng lượng để duy trì thân nhiệt và sử dụng thức ăn hiệu quả hơn, sự ảnh hưởng của yếu tố nhiệt độ và ẩm độ chuồng nuôi lên sức khoẻ của gà Ross 308 thể hiện khi nhiệt độ và ẩm độ cao so với điều kiện chuẩn, nó có ảnh hưởng trực tiếp hoặc gián tiếp đến sức khỏe của gà, nhiệt độ và ẩm độ chuồng nuôi cần được kiểm soát chặt chẽ và ổn định hơn nữa để nâng cao hơn nữa hiệu quả sản xuất của gà thịt giống Ross 308.

### Chế độ ăn
Đây là một giống gà lớn rất nhanh và có cường độ ăn rất khỏe. Loại gà này có thể ăn được rất nhiều loại thức ăn như cám công nghiệp, cám con cò được bán ở tất cả các cửa hàng thức ăn gia súc gia cầm, thức ăn cho loại gà này khá dễ tính nhưng tốt nhất là thức ăn có hiệu Hero của Mỹ sản xuất. Một con gà một ký rưỡi xuất chuồng thì ăn cỡ 25 kg thức ăn. Với công đoạn chăm sóc cẩn thận và kỹ lưỡng, tuân thủ mọi quy tắc thì chỉ sau 45 ngày là gà sẽ đạt từ 2,2-2,3 kg. Thậm chí có con chỉ cần nuôi trong vòng 37 ngày là đã đủ ký đem đi bán. Cho gà ăn tự do, đảm bảo từ 125-135g thức ăn/con/ngày, rải rất nhiều thức ăn trên máng để sẵn cho gà, hễ gà đói lúc nào thì ăn lúc đó. Ăn liên tục cả ngày lẫn đêm nên gà dễ dàng béo phì theo ý muốn của người chăn nuôi. 

## TạiViệt Nam
Giống gà này được nuôi nhiều ở Viện chăn nuôi, xí nghiệp gà Châu thành. Gà Ross 308 được nhập trực tiếp từ nước Anh. Năm 1992, Trung tâm Thuỵ Phương đã nhập 2520 quả trứng giống gồm hai dòng trống mái từ Hunggary. Đàn giống nuôi đến thế hệ thứ hai và ba thì ổn định hơn nhờ chăm sóc tốt và chọn lọc chặt chẽ, hệ số biến dị giảm dần qua các thế hệ. Tỉ lệ nuôi sống cao đến 96 – 98%, ngay cả lúc thời tiết nóng ẩm ở Việt Nam. Là giống gà cao sản, thích ứng tốt cả hai mùa trong năm, thời gian chăn nuôi từ 45 đến 50 ngày.
- Hai dòng gà Ross – 208 có khả năng sinh trưởng tốt ở các giai đoạn nuôi khác nhau, gà con nuôi sống 95%.
- Gà dòng trống có con mái cho sản lượng 106 quả trong chín tháng đẻ. Tỉ lệ đẻ bình quân là 39%. Thức ăn/ 10 trứng là 4,4 kg. Tỉ lệ nuôi sống dòng trống đến 9 tháng đẻ chỉ còn 90%.
- Gà dòng mái có con mái cho sản lượng trứng 151quả trong 9 tháng đẻ. Tỉ lệ đẻ bình quân là 54,8%. Thức ăn/10 trứng là 3,2 kg. Tỉ lệ nuôi sống dòng mái đến 9 tháng đẻ là 93%.

### Vĩnh Phúc
Trên địa bàn tỉnh Vĩnh Phúc thì giống gà thịt cao sản Ross 308 được một số gia đình đưa vào nuôi, mới được nhập vào nước Việt Nam và lần đầu tiên được ứng dụng nuôi trên địa bàn tỉnh. Gà được nuôi tại 5 hộ gia đình xã Tam Quan, huyện Tam Đảo với quy mô trên 10.000 con. Đây là giống gà cho sức sản xuất thịt cao, song chưa có chế độ nuôi phù hợp nên còn cho năng xuất thấp hơn tại xuất sứ, trên địa bàn huyện Cẩm Giàng đã có 10 hộ chăn nuôi giống ROSS 308, các hộ đều đã thực hiện chăn nuôi gia cầm theo VIETGAHP.
Giống gà Ross có khả năng thích nghi cao với điều kiện, môi trường sống của tỉnh, gà sinh trưởng và phát nhanh, tỷ lệ gà sống đạt trên 98%. Sau 42 ngày tuổi trọng lượng trung bình của gà đạt 2,4 – 2,5 kg/con, trọng lượng gà mái trưởng thành đạt 3,1 kg, gà trống đạt 3,9 kg, cao nhất so với các loại gà chuyên dụng khác. Giống gà Ross còn cho năng suất trứng cao, năng suất đạt tới 170-180quả/con/năm trứng loại 1 (trứng giống) đạt tỷ lệ 92%, không thua kém các loại gà chuyên trứng khác>

### Sài Gòn
Tại Thành phố Hồ Chí Minh, nhiều người dân từng đổ xô nuôi một giống gà được nhập từ nước ngoài vì thời gian nuôi cực ngắn, đem lại hiệu quả kinh tế cao. Tuy nhiên, nhiều người dân từng hoang mang thực hư loại thịt gà nuôi trong 45 ngày là xuất chuồng có nguy cơ ảnh hưởng gì đến sức khỏe. Bởi khi những con gà con vừa mới nở đó là lúc nhiều người chăn nuôi dùng các loại thuốc kích thích, thức ăn tăng trưởng cho gà tăng thịt khiến gà lớn nhanh trong vòng 45 ngày để xuất chuồng đem bán do đó số người nuôi gà Ross ngày càng giảm dần lại.
Ngoài ra, việc người nuôi sử dụng các loại thuốc kích thích, thức ăn tăng trưởng nên người tiêu dùng, Với tâm lý chán ăn thịt gà của người tiêu dùng nên cũng làm cho các chủ chăn nuôi trở nên khốn đốn, nhiều người phải bỏ giữa chừng việc nuôi gà Ross mà chuyển sang nuôi những loại gà khác So với các loại gà khác, gà Ross ăn không ngon, thịt mềm xèo, ăn giống như ăn cục bột nên người ta chán và không mặn mà với loại gà này, nếu người chăn nuôi đem bán loại gà này ra thị trường thì giá cả cũng không được cao và cũng rất khó bán.
Người dân thì khá hoang mang và lo ngại với loại gà nuôi siêu nhanh này. Họ cho rằng, người nuôi sẽ phải dùng rất nhiều chất kích thích, thức ăn tăng trưởng để gà tăng thịt mau chóng lớn nhanh, do đó sẽ gây ảnh hưởng đến sức khỏe. Với tình trạng chất lượng thực phẩm đang ngày một giảm sút như hiện nay, thì người tiêu dùng luôn tránh xa những loại "siêu thức ăn" như siêu nạc, siêu thịt, siêu nhanh, siêu trứng Gà Linh Phượng được nuôi trong vòng 45 ngày trong điều kiện tốt, đảm bảo về mọi mặt, không bị bệnh tật gì thì vẫn đảm bảo độ an toàn cho sức khỏe người tiêu dùng. Tuy nhiên, đối với trường hợp sử dụng thuốc tăng trưởng để kích thích gà phát triển một cách đột biến, gây nên những mầm bệnh tiềm ẩn thì ảnh hưởng rất lớn đến sức khỏe người tiêu dùng.